# Folk Songs 3 Live
Vidéo de la série Folk Songs
Folk Days
(2002)
Folk Songs 3 Live ou FS3 Live (écrits en capitales) est une vidéo musicale d'un concert en trio des chanteuses Yūko Nakazawa, Maki Gotō, et Miki Fujimoto.

## Présentation
La vidéo sort aux formats VHS et DVD le 26 février 2003 au Japon sous le label Piccolo Town, dans le cadre du Hello! Project. Elle atteint la 9e place du classement de l'Oricon, et reste classée pendant deux semaines.
Lors de ce concert filmé le 11 décembre 2002, trois chanteuses solistes du Hello! Project, Yūko Nakazawa, Maki Gotō, et Miki Fujimoto, toutes ex ou future membres du groupe Morning Musume, interprètent en solo, en duo ou en trio quinze reprises de chansons de genre folk de divers artistes japonais de diverses époques, qui figuraient sur leur album de reprises commun FS3 Folk Songs 3 sorti quatre mois auparavant. Chacune interprète aussi en solo une de ses propres chansons sorties en singles : Sans Toi Ma Mie (de Gotō, une reprise de Salvatore Adamo), Boyfriend (de Fujimoto), et Tokyo Bijin (de Nakazawa). Le chanteur Gen Takayama participe aussi à un des titres, en duo avec Maki Gotō.
Une vidéo similaire était sortie un an plus tôt, Folk Days, avec les chansons du premier album de la série Folk Songs. Deux autres albums similaires sortiront durant les trois années suivantes, mais aucune vidéo supplémentaire ne paraitra.

## Liste des titres
| 1.  | Ano Subarashii Ai wo Mō Ichido (あの素晴しい愛をもう一度) | Toutes (orig.: Kazuhito Katō & Osamu Kitayama)    |  |
| 2.  | Ame ga Sora Kara Fureba (雨が空から降れば)                | Maki Gotō (original : Rokumonsen)                 |  |
| 3.  | Omoide Makura (思い出まくら)                              | Yūko Nakazawa (original : Kyōko Kosaka)           |  |
| 4.  | MC1                                                       | Nakazawa, Gotō, Fujimoto (présentation)           |  |
| 5.  | Anata (あなた)                                            | Maki Gotō (original : Akiko Kosaka)               |  |
| 6.  | MC2                                                       | Nakazawa & Fujimoto (présentation)                |  |
| 7.  | Arashi (風)                                               | Nakazawa & Fujimoto (original : Norihiko Hashida) |  |
| 8.  | Sotsugyō Shashin (卒業写真)                               | Maki Gotō (original : Yumi Arai)                  |  |
| 9.  | MC3                                                       | Maki Gotō (présentation)                          |  |
| 10. | Sans Toi Ma Mie (サン・トワ・マミー)                      | Maki Gotō (original : Salvatore Adamo)            |  |
| 11. | My Pure Lady (マイ・ピュア・レディ)                       | Miki Fujimoto (original : Ami Ozaki)              |  |
| 12. | MC4                                                       | Miki Fujimoto (présentation)                      |  |
| 13. | Boyfriend (ボーイフレンド)                                | Miki Fujimoto (original : Miki Fujimoto)          |  |
| 14. | Kaerenai Futari (帰れない二人)                            | Yūko Nakazawa (original : Yōsui Inoue)            |  |
| 15. | MC5                                                       | Yūko Nakazawa (présentation)                      |  |
| 16. | Tokyo Bijin (東京美人)                                    | Yūko Nakazawa (original : Yūko Nakazawa)          |  |
| 17. | Sanae-chan (さなえちゃん)                                 | Gotō & Fujimoto (original : Furuido)              |  |
| 18. | Kekkon Shiyō yo (結婚しようよ)                            | Gotō & Fujimoto (original : Takuo Yoshida)        |  |
| 19. | MC6                                                       | Nakazawa, Gotō, Fujimoto, Gen Takayama            |  |
| 20. | Dare mo Inai Umi (誰もいない海)                           | Gotō & Gen Takayama (original : Yasuko Ōki)       |  |
| 21. | MC7                                                       | Nakazawa, Gotō, Fujimoto, Gen Takayama            |  |
| 22. | Hatsukoi (初恋)                                           | Nakazawa, Gotō, Fujimoto (Kōzō Murashita)         |  |
| 23. | Kekkon Surutte Hontō Desu ka? (結婚するって本当ですか?)   | Nakazawa, Gotō, Fujimoto, (original : Da Capo)    |  |
| 24. | Seishun Jidai (青春時代)                                  | Nakazawa, Gotō, Fujimoto (Koichi Morita)          |  |
| 25. | Encore / Okuru Kotoba (Encore / 贈る言葉)                 | Nakazawa, Gotō, Fujimoto (original : Kaientai)    |  |
| 26. | MC8                                                       | Nakazawa, Gotō, Fujimoto (présentation)           |  |
| 27. | Ano Subarashii Ai wo Mō Ichido (あの素晴しい愛をもう一度) | Toutes (orig.: Kazuhito Katō & Osamu Kitayama)    |  |
| 28. | Interview & Omake (インタビュー＆おまけ)                  | (documentaire)                                    |  |